# Elizabeth George
Pour les articles homonymes, voir Susan George et George.
Elizabeth George, née Susan Elizabeth George le 26 février 1949 à Warren dans l'État de l'Ohio, est une romancière américaine, auteur de romans policiers. 
Elle est renommée pour ses ouvrages dans la pure tradition du whodunit britannique. La plupart de ses récits se déroulent en Grande-Bretagne.

## Biographie
Ses parents déménagent dans l'Ouest américain lorsqu'elle a dix-huit mois et se fixent en Californie près de San Francisco, dans l'actuelle Silicon Valley. Elle suit sa scolarité à l'école St Joseph Grammar puis au collège Holy Cross. Elle fréquente l'université de Los Altos Hills ainsi que l'Université de California à Riverside où elle obtient une maîtrise d'anglais et un master de psychopédagogie.
Dès l'âge de sept ans elle manifeste un goût prononcé pour l'écriture. En 1966 (à 16 ans) elle fait un voyage scolaire au Royaume-Uni sur les traces de William Shakespeare. Ce voyage éveille en elle une passion pour la Grande-Bretagne qui ne s'est jamais démentie depuis.
Elle commence sa carrière professionnelle comme professeur au collège de Santa Ana, mais change rapidement d'établissement pour intégrer, en tant que professeur d'anglais, le collège de la ville d'El Toro (aujourd'hui appelée Lake Forest) en Californie. Elle y demeure jusqu'à la fin de sa carrière d'enseignante. Au cours de ces années, elle soutient ses étudiants en difficulté scolaire et présente un éventail éclectique d'écrivains, de Shakespeare à la littérature moderne, en passant par le roman policier. Edgar Allan Poe, Agatha Christie et P. D. James ont été disséqués avec ses étudiants.  Elizabeth George quitte l'enseignement après treize ans et demi.
Pendant quelques années, elle enseigne les techniques de l'écriture au Community College, mais l'écriture eĺle même monopolise bientôt son temps. Elle enseigne ensuite sur de brèves périodes dans différentes universités : université de la Colombie-Britannique (à Vancouver), université d'Oxford, université de Californie...
Elizabeth George fait ses débuts en littérature policière avec A Great Deliverance, paru chez Bantam Books en 1988, qui obtient deux prix prestigieux couronnant le meilleur premier roman aux États-Unis. Traduit en français sous le titre Enquête dans le brouillard  et publié en 1990, il obtient le Grand prix de littérature policière.
Elizabeth George a également reçu le prix Anthony et le prix Agatha. En Allemagne, elle reçoit aussi le prix MIMI pour son roman Cérémonies barbares (1990).
Le tirage de ses livres s'élève à plus de sept millions aux États-Unis.
L'étude psychologique, les descriptions d'ambiance urbaine et la tension dramatique sont ses marques de fabrique. Dans Mes secrets d'écrivain, publié en 2006, elle recommande aux écrivains en herbe de bien connaître la façon de construire un roman. Dans cet ouvrage, elle livre ses astuces d'écriture et quelques recettes pour créer des personnages.

## Citation
« On me demande souvent pourquoi mes romans se déroulent en Angleterre. La réponse se trouve dans ma philosophie : écris sur ce qui t'intéresse, écris sur ce que tu aimes, écris sur ce qui te donne de la joie. Écrire est une agréable torture, il semble fou de s'y engager si on n'est pas dirigé par quelque chose qu'on aime. »

## Réception critique
« Elizabeth George est une reine du crime d'un genre spécial. Par ses folles intrigues, elle défrise Ruth Rendell, met à P. D. James une combinaison en latex et des talons aiguilles à Agatha Christie, entraînant l'univers de ces dames, et leurs lecteurs, du côté d'Almodovar. Il y a pire esclavage. »

— Michel Grisolia, dans L'Express du 16 décembre 1999 (critique du roman Une patience d'ange)

« Elizabeth George dissèque à merveille une histoire compliquée où les sentiments et les ressentiments sont maîtres du jeu. Elle sait raconter la haine et la fidélité indestructible d'une femme pour celui qui n'a su que la tromper. »

— Dinah Brand, dans Lire de juin 1995 (critique d'Un goût de cendres)

« Elizabeth George, la plus anglaise des romancières américaines, réussit un roman noir d'une étonnante richesse. Construction subtile, histoires parallèles, caractères angoissants, elle reprend ses thèmes favoris : la mémoire, l'impuissance, les douloureuses relations familiales, l'hypocrisie sociale. »

— Christine Ferniot, dans Lire d'octobre 2001 (critique de Mémoire infidèle)

## Œuvre
Les titres originaux figurent entre parenthèses ; les dates sont celles de la première parution française.

### Romans policiers

#### SérieInspecteur Lynley
L'inspecteur Thomas Linley est un riche aristocrate anglais qui travaille à New Scotland Yard et s'extrait ainsi d'un cadre familial complexe. Il tente de faire oublier son statut social, qui pourtant le rattrape souvent. Il est secondé par le sergent Barbara Havers, issue d'un milieu populaire, intuitive et indisciplinée. Son ami d'enfance Simon Alcourt Saint-James intervient parfois comme expert scientifique.  
1. Enquête dans le brouillard, France Loisirs, 1990 ((en) A Great Deliverance, 1988)Grand prix de littérature policière 1990
2. Le Lieu du crime, Presses de la Cité, 1991 ((en) Payment in Blood, 1989)
3. Cérémonies barbares, Presses de la Cité, 1993 ((en) Well-Schooled in Murder, 1990)
4. Une douce vengeance, Presses de la Cité, 1993 ((en) A Suitable Vengeance, 1991)
5. Pour solde de tout compte, Presses de la Cité, 1994 ((en) For the Sake of Elena, 1992)
6. Mal d'enfant, Presses de la Cité, 1994 ((en) Missing Joseph, 1992)
7. Un goût de cendres, Presses de la Cité, 1995 ((en) Playing for the Ashes, 1993)
8. Le Visage de l'ennemi, Presses de la Cité, 1996 ((en) In the Presence of the Enemy, 1996)
9. Le Meurtre de la falaise, Presses de la Cité, 1997 ((en) Deception on his Mind, 1997)
10. Une patience d'ange, Presses de la Cité, 1999 ((en) In Pursuit of the Proper Sinner, 1999)
11. Mémoire infidèle, Presses de la Cité, 2001 ((en) A Traitor to Memory, 2001)
12. Un nid de mensonges, Presses de la Cité, 2003 ((en) A Place of Hiding, 2003)
13. Sans l'ombre d'un témoin, Presses de la Cité, 2005 ((en) With No One as Witness, 2005)
14. Anatomie d'un crime, Presses de la Cité, 2007 ((en) What Came Before He Shot Her, 2006)
15. Le Rouge du péché, Presses de la Cité, 2008 ((en) Careless in Red, 2008)
16. Le Cortège de la mort, Presses de la Cité, 2010 ((en) This Body of Death, 2010)
17. La Ronde des mensonges, Presses de la Cité, 2012 ((en) Believing the Lie, 2012)
18. Juste une mauvaise action, Presses de la Cité, 2014 ((en) Just One Evil Act, 2013)
19. Une avalanche de conséquences, Presses de la Cité, 2016 ((en) A Banquet of Consequences, 2015)
20. La Punition qu'elle mérite, Presses de la Cité, 2019 ((en) The Punishment She Deserves, 2018)
21. Une chose à cacher, Presses de la cité, 2022 ((en) Something to Hide, 2022)
22. inconnu, inconnu, 2025 ((en) A Slowly Dying Cause, 2025)

#### SérieThe Edge of Nowhere
Becka est une jeune fille en fuite douée de pouvoir paranormaux qui se réfugie dans une île assez isolée. 
1. Saratoga Woods, Presses de la Cité, 2013 ((en) The Edge of Nowhere, 2012)
2. L'Île de Nera, Presses de la Cité, 2013 ((en) The Edge of the Water, 2013)
3. Les Flammes de Whidbey, Presses de la Cité, 2015 ((en) The Edge of the Shadows, 2015)
4. Les Lumières de l'île, Presses de la Cité, 2017 ((en) The Edge of the Light, 2016)

#### Roman court
- L'Étrange talent de Janet Shore, Ombres noires, 2016 ((en) The Mysterious Disappearance of the Reluctant Book Fairy, 2014)

### Recueils de nouvelles
- Un petit reconstituant, Presses de la Cité, 2000 ((en) The Evidence Exposed, 2001)
  - Un petit reconstituant (VO : « The Evidence Exposed ») : Un groupe de touristes visite les Belles Demeures d'Angleterre. Lorsque la jeune et insupportable Noreen Tucker meurt après avoir ingéré des fruits secs contenant des graines d'if, l'inspecteur Thomas Lynley enquête.
  - Moi, Richard (VO : « I, Richard ») : Malcolm Cousins a courtisé Betsy et a entamé une liaison avec elle. Son but est la mort de Bernie, l’époux de Betsy, afin de mettre la main sur un manuscrit précieux du XVe siècle concernant la Bataille de Bosworth.
  - La Surprise de sa vie (VO : « The Surprise of His Life ») : À la suite de consultations auprès d'une médium, l'homme d'affaires Douglas Armstrong suspecte Donna, sa jeune femme, de le tromper. Il embauche un détective privé. Après quelques jours de filature, ce dernier lui apprend que Donna a rencontré à plusieurs reprises Mickael, le frère d'Armstrong. Armstrong envisage alors de tuer Donna.
- Mortels péchés, Presses de la Cité, 2009 ((en) Two of the deadliest, 2009)

### Autres publications
- Troubles de voisinage, Pocket, édition bilingue, 2002 ((en) Good Fences aren't always enough), nouvelle
- Les Reines du crime, Presses de la Cité, 2002 ((en) Crime from the Mind of a Woman, 2002), récits
- Mes secrets d'écrivain, Presses de la Cité, 2006 ((en) Write Away, 2004), essai
- De l'idée au crime parfait, Presses de la Cité, 2021 ((en) WMastering the process : from idea to novel), essai

## Prix  et distinctions

### Prix
- Prix Agatha 1988 du meilleur premier roman pour A Great Deliverance[1]
- Prix Anthony 1989 du meilleur premier roman pour A Great Deliverance[2]
- Grand prix de littérature policière 1990 pour Enquête dans le brouillard[3]

### Nominations
- Prix Macavity 1989 du meilleur premier roman pour A Great Deliverance[4]
- Prix Edgar-Allan-Poe 1989 du meilleur premier roman pour A Great Deliverance[5]
- Prix Macavity 1991 du meilleur roman pour Well-Schooled in Murder[4]
- Prix Dilys 1992 pour A Suitable Vengeance[6]
- Prix Macavity 1994 du meilleur roman pour Missing Joseph[4]
- Prix Macavity 1995 du meilleur roman pour Playing for the Ashes[4]
- Prix Agatha 2012 du meilleur livre pour la jeunesse pour The Edge of Nowhere[1]
- Prix Edgar-Allan-Poe 2013 du meilleur livre pour la jeunesse pour The Edge of Nowhere[5]

## Source bibliographique
- Claude Mesplède (dir.), Dictionnaire des littératures policières, vol. 1 : A - I, Nantes, Joseph K, coll. « Temps noir », 2007, 1054 p. (ISBN 978-2-910-68644-4, OCLC 315873251), p. 829-830.